# HMS Prince (1854)
HMS Prince (англ. Her Majesty's Ship Prince) — британський вітрильно-гвинтовий фрегат, що використовувався як транспорт під час Кримської війни. Загинув 14 листопада 1854 року після шторму в Балаклавській бухті, увійшов в історію під назвою «Чорний принц».

## Служба
Корабель був куплений британським Адміралтейством і призначався для перевезення теплих речей англійським солдатам в Криму.

## Пошуки
Пошуки корабля безуспішно велись різними експедиціями, починаючи з 1870-х років. Однією з найбільш відомих — робота ЕПРОПу в 20-х роках XX століття.
Фрагменти корабля були знайдені групою археологів з Національної академії наук України (під керівництвом Сергія Воронова) в 2010 році.

## Образ у мистецтві
За довгий час пошуків образ корабля обріс легендами, пр нього писали наступні письменники:
- Купрін Олександр Іванович;
- Сергєєв-Ценський Сергій Миколайович;
- Зощенко Михайло Михайлович;
- Тарле Євген Вікторович та інші.

Трагедію судна зобразив на своїй картині Іван Айвазовський.